# Население Пакистана
Население Пакистана является одним из самых больших по численности населения стран мира (5-е место в мире — оценка на 2020 год). По некоторым прогнозам, при нынешних тенденциях к 2100 г. население достигнет 511 млн человек). 

Возрастно-половая пирамида населения Пакистана на 1 июля 2021 года

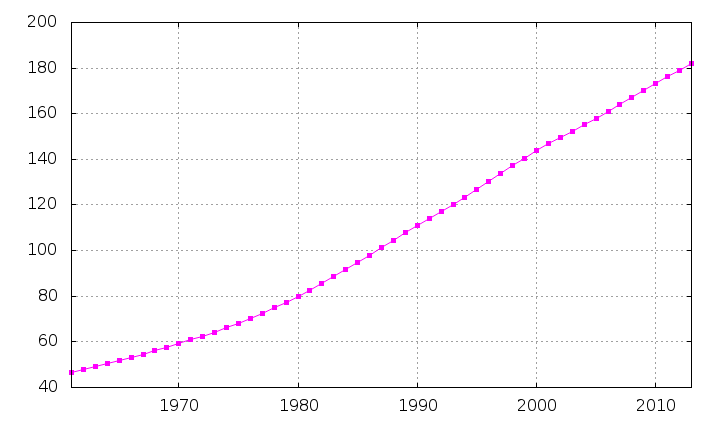
График, на котором отображён демографический рост населения в Пакистане

- Численность населения — ↗ 207 774 520 жителей (перепись 2017[1]), 5-е место в мире).
- Годовой прирост — 2,4 %.
- Фертильность — 3,56 рождений на женщину.
- Младенческая смертность — 63,26 на 1000.
- Средняя продолжительность жизни — 66,35 лет.

Основная часть населения проживает в долине реки Инд. Самые крупные города Пакистана расположены в восточной части страны (Карачи (23,5 млн), Лахор (7,1 млн), Равалпинди (1,9 млн) и др.). 
Городское население страны — 36,38% (в 2017 году).

## Этнический состав

Основные народы Пакистана:
Индоарийцы:
Синдхи
Панджабцы (в т.ч. сераики и джаты)
Дарды:
Шина
Кхо
Иранцы:
Белуджи
Пуштуны
Тибето-бирманцы:
Балти
Дравиды:
Брауи
Бурушаски

Этнический состав:
- пенджабцы — 44,68 %,
- пуштуны — 15,42 %,
- синдхи — 14,1 %,
- сераики — 8,38 %,
- мухаджиры — 7,57 %,
- белуджи — 3,57 %,
- другие — 6,28 %.

## Религиозные меньшинства
Религия — мусульмане 95 % (сунниты 75 % и шииты 20 %), прочие (в том числе христиане и индуисты) 5 %.
Конституция Пакистана устанавливает ислам как государственную религию, также обеспечивает всем гражданам право на свободу вероисповедания. Конституция ограничивает политические права не-мусульман Пакистана, только мусульманин имеет право стать президентом или премьер-министром. Кроме того, только мусульмане имеют право служить в качестве судей в Федеральном шариатском суде (который имеет право отменить любой закон, противоречащий исламу).

## Прочее
Уровень грамотности — 54,9 %; 68,6 % мужчин и 40,3 % женщин (оценка 2009 года).

## Происхождение пакистанцев (английский язык)
- Vasil'ev, I. B., P. F. Kuznetsov, and A. P. Semenova. "Potapovo Burial Ground of the Indo-Iranic Tribes on the Volga" (1994).
- Ahsan, Aitzaz. The Indus Saga. Roli Books Private Limited, 2005.
- Mehdi, S. Q., et al. "The origins of Pakistani populations". Genomic Diversity. Springer, Boston, MA, 1999. 83–90.
- Balanovsky, Oleg, et al. "Deep phylogenetic analysis of haplogroup G1 provides estimates of SNP and STR mutation rates on the human Y-chromosome and reveals migrations of Iranic speakers". PLoS One 10.4 (2015): e0122968.
- Allchin, F. R. "Archeological and Language-Historical Evidence for the Movement of Indo-Aryan Speaking Peoples into South Asia". NARTAMONGÆ (1981): 65.
- Ahmed, Mukhtar. Ancient Pakistan-an Archaeological History: Volume III: Harappan Civilization-the Material Culture. Amazon, 2014.